# Friedrich Wilhelm Roth
Friedrich Wilhelm Roth (* 9. Februar 1787 in Brandenburg (Havel); † 13. Februar 1862 in Kolberg) war ein preußischer Generalmajor.

## Leben

### Herkunft und Familie
Friedrich Wilhelm war der Sohn des Brandenburger Kaufmanns Johann Wilhelm Heinrich Roth und der Friederike Auguste Wilhelmine geborene Fritzsche. Er vermählte sich 1815 in Neiße mit Wilhelmine Karoline Hoffmann (1788–1857). Aus der Ehe gingen zwei Töchter und ein Sohn, Friedrich Wilhelm Karl Roth (1815–1867), Oberst und Kommandeur des Feldartillerieregiments Nr. 10, hervor.

### Militärkarriere
Roth begann eine Offizierslaufbahn in der Preußischen Armee 1804 als Bombardier im Feldartilleriekops. Er war 1806 Unteroffizier und nahm an der Vierten Koalition, insbesondere an den Gefechten bei Gadebusch, Sandau und Lübeck, wo er verwundet wurde, sowie an der Verteidigung Kolbergs teil. 1809 war er Portepeefähnrich in der brandenburgischen Artilleriebrigade und 1810 avancierte er zum Sekondeleutnant. In den Befreiungskriegen nahm er an der Belagerungen von Stettin, Torgau (Eisernes Kreuz II. Klasse), Wittenberg und den Gefechten bei Finkenwalde und Schönebeck teil. Seine Beförderung zum Premierleutnant erfolgte 1815, die zum Kapitän in der Schlesischen Artilleriebrigade 1816. Er fand 1817 als Artillerieoffizier vom Platz in Schweidnitz und 1820 in gleicher Funktion in Danzig Verwendung. 1828 erhielt er als ältester Kapitän in der 6. Artilleriebrigade das Dienstkreuz. Mit seinem Aufstieg zum Major im Jahr 1829 wurde er auch Abteilungskommandeur und avancierte 1840 zum patentierten Oberstleutnant. Der Rote Adlerorden IV. Klasse wurde Roth 1842 verliehen, im gleichen Jahr stieg er zum Oberst mit Patent auf. Seinen Abschied mit einer jährlichen Pension i.H.v. 1700 Talern und dem Charakter als Generalmajor erhielt er 1843.
Roth muss vor 1834 auch Offizier vom Platz in Breslau gewesen sein und war seit 1825 Mitglied der Naturforschenden Gesellschaft zu Danzig.
Seinen Lebensabend verbrachte zunächst in Breslau und dann in Kolberg.

### Veröffentlichung
- Die Verteidigung von Kolberg im Jahre 1807, Breslau 1840.